# Crottendorf (Bindlach)
Crottendorf ist ein Gemeindeteil der Gemeinde Bindlach im Landkreis Bayreuth (Oberfranken, Bayern). Die Gemarkung Crottendorf hat eine Fläche von 2,160 km². Sie ist in 318 Flurstücke aufgeteilt, die eine durchschnittliche Fläche von 6791,39 m² haben. In ihr liegen neben dem namensgebenden Ort die Gemeindeteile Gemein, Neuhaus, Röthelbach, Weiherhaus und Zettlitz.

## Geografie
Der Weiler liegt am linken Ufer der Trebgast. Die Bahnstrecke Bayreuth–Neuenmarkt-Wirsberg verläuft mitten durch den Ort. Eine Gemeindeverbindungsstraße führt nach Gemein (0,4 km südlich) bzw. nach Zettlitz (0,6 km nordwestlich). Eine weitere Gemeindeverbindungsstraße führt nach Eckershof zur Staatsstraße 2183 (0,3 km nordöstlich).

## Geschichte
Crottendorf gehörte zur Realgemeinde Gemein. Gegen Ende des 18. Jahrhunderts bestand Crottendorf aus 4 Anwesen (2 Söldengüter, 2 Tropfhäuser). Die Hochgerichtsbarkeit stand dem bayreuthischen Stadtvogteiamt Bayreuth zu. Die Verwaltung Ramsenthal war Grundherr sämtlicher Anwesen.
Von 1797 bis 1810 unterstand der Ort dem Justiz- und Kammeramt Bayreuth. Nachdem im Jahr 1810 das Königreich Bayern das Fürstentum Bayreuth käuflich erworben hatte, wurde Crottendorf bayerisch. Infolge des Gemeindeedikts wurde Crottendorf dem 1812 gebildeten Steuerdistrikt Bindlach zugewiesen. Zugleich entstand die Ruralgemeinde Crottendorf, zu der Gemein, Neuhaus, Opelsgut, Röthelbach, Schießhaus und Schupfenschlag gehörten. Sie war in Verwaltung und Gerichtsbarkeit dem Landgericht Bayreuth zugeordnet und in der Finanzverwaltung dem Rentamt Bayreuth (1919 in Finanzamt Bayreuth umbenannt). Mit dem Gemeindeedikt von 1818 kam es zur Eingliederung der Gemeinde Zettlitz mit Hussengut und Wundersgut. Etwas später wurde auf dem Gemeindegebiet Weiherhaus gegründet. Ab 1862 gehörte Crottendorf zum Bezirksamt Bayreuth (1939 in Landkreis Bayreuth umbenannt). Die Gerichtsbarkeit blieb beim Landgericht Bayreuth (1879 in Amtsgericht Bayreuth umgewandelt). Die Gemeinde hatte 1928 eine Gebietsfläche von 3,383 km². Mit der Eingemeindung von Hussengut, Opelsgut, Schießhaus, Schupfenschlag und Wundersgut am 1. April 1939 nach Bayreuth verringerte sich die Gebietsfläche auf 2,149 km². Im Zuge der Gebietsreform in Bayern wurde die Gemeinde Crottendorf am 1. Januar 1976 nach Bindlach eingemeindet.

### Bodendenkmal
- Wasserburgstall Crottendorf[13]

### Einwohnerentwicklung

#### Gemeinde Crottendorf
| Jahr      | 1822  | 1840   | 1852   | 1855   | 1861   | 1867   | 1871   | 1875   | 1880   | 1885   | 1890   | 1895   | 1900   | 1905   | 1910   | 1919   | 1925  | 1933   | 1939   | 1946   | 1950   | 1952   | 1961   | 1970   |
| Einwohner | 126   | 178    | 181    | 188    | 188    | 200    | 193    | 199    | 222    | 231    | 220    | 219    | 215    | 213    | 226    | 229    | 203   | 188    | 125    | 193    | 210    | 200    | 174    | 171    |
| Häuser    | 25    |        |        |        |        |        | 32     |        |        | 34     | 36     |        | 37     |        |        |        | 35    |        |        |        | 26     |        | 31     |        |
| Quelle    | [ 7 ] | [ 15 ] | [ 15 ] | [ 15 ] | [ 16 ] | [ 17 ] | [ 18 ] | [ 19 ] | [ 20 ] | [ 21 ] | [ 22 ] | [ 15 ] | [ 23 ] | [ 15 ] | [ 24 ] | [ 15 ] | [ 9 ] | [ 15 ] | [ 15 ] | [ 15 ] | [ 10 ] | [ 15 ] | [ 25 ] | [ 26 ] |

#### Ort Crottendorf
| Jahr      | 001819 | 001822 | 001861 | 001871 | 001885 | 001900 | 001925 | 001950 | 001961 | 001970 | 001987 |
| Einwohner | 26     | 14     | 24     | 24     | 26     | 31     | 18     | 22     | 21     | 38     | 32     |
| Häuser    |        | 5      |        |        | 4      | 5      | 4      | 4      | 4      |        | 7      |
| Quelle    | [ 27 ] | [ 7 ]  | [ 16 ] | [ 18 ] | [ 21 ] | [ 23 ] | [ 9 ]  | [ 10 ] | [ 25 ] | [ 26 ] | [ 1 ]  |

## Religion
Crottendorf ist seit der Reformation evangelisch-lutherisch geprägt und nach St. Bartholomäus (Bindlach) gepfarrt.